# Coming Soon Television
Coming Soon Television è stata un'emittente televisiva italiana dedicata interamente al mondo del cinema.

## Storia
Coming Soon fu tra i primi canali satellitari italiani in chiaro avendo iniziato nella seconda metà degli novanta.
Il 30 giugno 2010 abbandonò la frequenza satellitare, rimanendo visibile solo attraverso il digitale terrestre, nel mux Mediaset 2.
L'emittente trasmetteva 24 ore su 24 trailer, backstage, interviste, rassegne cinematografiche e altre curiosità del mondo del cinema.
Inoltre, il canale ha anche vinto la graduatoria del 2008 dell'AGCOM sul 41% della capacità trasmissiva. Trasmetteva diverse rubriche come I cinepatici, Siamo Stati Uniti (conclusa), Cloud e riproduceva molte puntate di Andiamo al cinema (trasmesse anche su altre emittenti televisive e TV locali).
Dal 12 gennaio 2012 il canale trasmetteva anche nel formato panoramico 16:9.
Il 26 marzo 2014 Coming Soon Television è stato sostituito da Fine Living, proseguendo le sue attività esclusivamente come testata sul web oltre alla produzione del contenitore omonimo di trailer cinematografici che continua ad essere trasmesso da diverse emittenti televisive.
Nel 2016 Comingsoon.it risulta essere stato il sito di cinema numero uno in Italia per utenti unici secondo le rilevazioni Audiweb View del mese di settembre 2016.

## Programmi televisivi
- Trailers & Co. (2003-2007)
- Coming Soon Live
- Il Remaker
- Il Giro d'Italia in 80 Sale (con Marco e Giò)
- Backstage Time
- Guess the Guest: Indovina l'Ospite (con Eva e Nancy)
- Celebrity
- I cinepatici (2009-2012)
- Cloud (2012)
- Pure (2008-2011)
- Music Time
- News
- Playlist
- Portrait
- Siamo Stati Uniti (2007-2010)
- Short Stories
- Trailer Juke Box Night
- Hollywood Story
- Junkets
- Topic Trailer
- Videorecensioni
- Home Cinema Daily
- Pandora

## Ascolti

### Share 24h* di Coming Soon Television[3]
|      | Gennaio | Febbraio | Marzo  | Aprile | Maggio | Giugno | Luglio | Agosto | Settembre | Ottobre | Novembre | Dicembre | Media anno |
| ---- | ------- | -------- | ------ | ------ | ------ | ------ | ------ | ------ | --------- | ------- | -------- | -------- | ---------- |
| 2011 | 0,04%   | 0,04%    | 0,04%  | 0,03%  | 0,03%  | 0,04%  | 0,05%  | 0,04%  | 0,03%     | 0,02%   | 0,03%    | 0,03%    | 0,03%      |
| 2012 | 0,03%   | 0,03%    | 0,03%  | 0,04%  | 0,04%  | 0,05%  | 0,03%  | 0,02%  | 0,02%     | 0,02%   | 0,03%    | 0,02%    | 0,03%      |
| 2013 | 0,02%   | 0,01%    | 0,01%  | 0,01%  | 0,02%  | 0,02%  | 0,02%  | 0,03%  | 0,01%     | 0,01%   | 0,01%    | 0,01%    | 0,02%      |
| 2014 | 0,01%   | 0,01%    | chiuso |        |        |        |        |        |           |         |          |          |            |

*Giorno medio mensile su target individui 4+